# Mokra, Pereciîn
Mokra (în ucraineană Мокра) este un sat în comuna Poroșcovo din raionul Pereciîn, regiunea Transcarpatia, Ucraina.

## Demografie
Componența lingvistică a localității Mokra
     Ucraineană (96,32%)
     Romani (3,4%)
Conform recensământului din 2001, majoritatea populației localității Mokra era vorbitoare de ucraineană (96,32%), existând în minoritate și vorbitori de romani (3,4%).